# Rhythmische Sportgymnastik

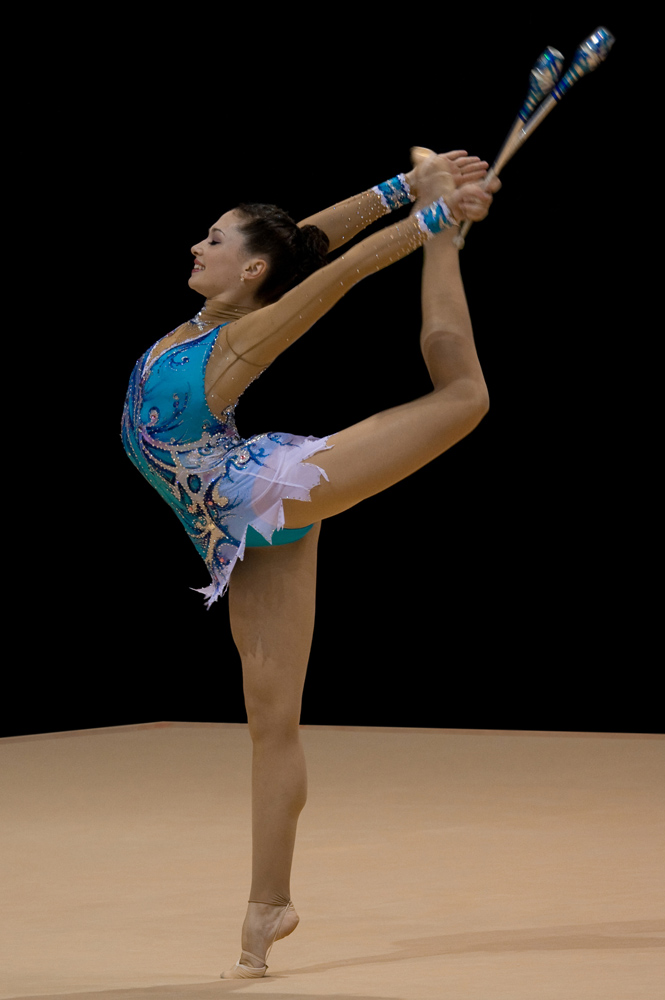
Rhythmische Sportgymnastik (Keulen)

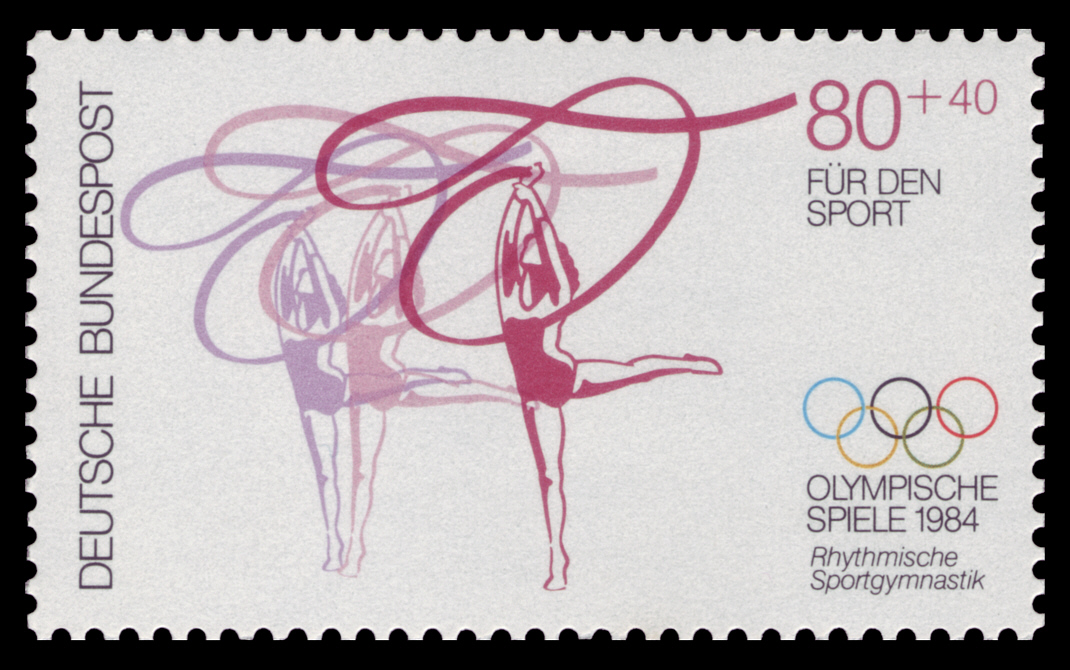
Sporthilfe-Zuschlagmarke zur Einführung der RSG bei den Olympischen Sommerspielen in Los Angeles

Rhythmische Sportgymnastik (kurz RSG) oder Rhythmische Gymnastik (kurz RG, englisch rhythmic gymnastics) ist eine Turnsportart. Sie ist aus der Wettkampfgymnastik mit und ohne Handgeräte entstanden und wird mit Musikbegleitung durchgeführt. RSG ist vor allem durch gymnastische und tänzerische Elemente gekennzeichnet und erfordert in hohem Maß Körperbeherrschung, Gleichgewichts- und Rhythmusgefühl. Die Rhythmische Sportgymnastik ist ein Frauensport, auch wenn es in den letzten Jahren vor allem in Japan und in Spanien erste RSG-Wettkämpfe für Männer gab.
In der Rhythmischen Sportgymnastik gibt es fünf Handgeräte: Seil, Reifen, Ball, Keule und Band. In den Altersklassen bis zwölf Jahre wird eine Übung ohne Handgerät durchgeführt.
Die Rhythmische Sportgymnastik ist seit 1984 olympisch. In Deutschland wird sie durch den Deutschen Turner-Bund (DTB), in der Schweiz durch den Schweizerischen Turnverband (STV) und in Österreich durch den Österreichischen Fachverband für Turnen (ÖFT) vertreten. International wird die Rhythmische Sportgymnastik genauso wie Allgemeines Turnen, Gerätturnen, Trampolinturnen, Sportaerobic und Sportakrobatik durch die FIG (Internationaler Turnverband) und die UEG (Europäische Turnunion) repräsentiert.

## Die Gymnastinnen

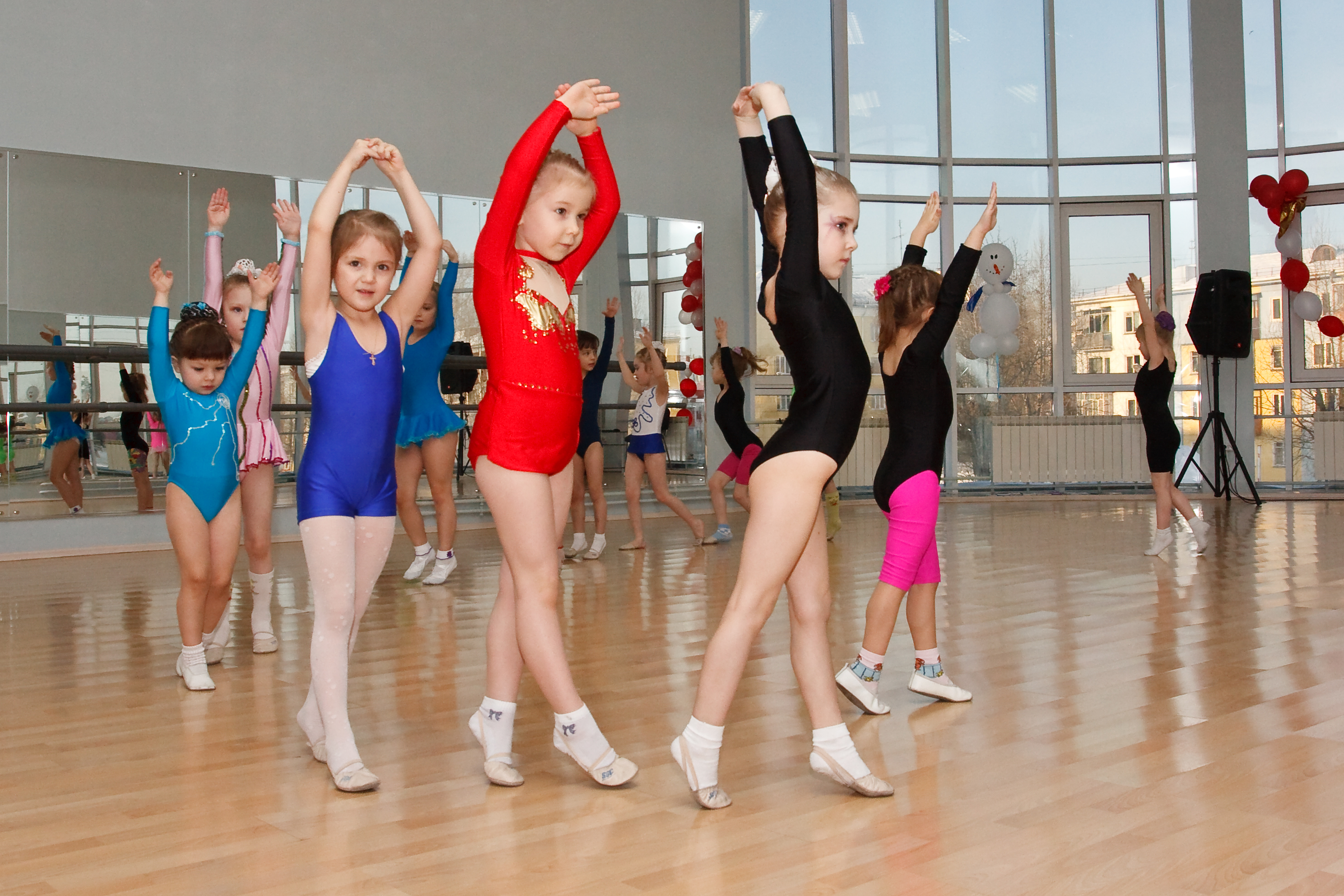
Junge Gymnastinnen beim Training

Meist beginnen die Mädchen sehr früh mit der Sportart und erreichen ihren Leistungshöhepunkt mit circa 15 bis 22 Jahren. In der Regel beenden die Gymnastinnen ihre Karriere vor dem dreißigsten Lebensjahr.

### Eignung für die Rhythmische Sportgymnastik
Die Fähigkeit, schnell mit veränderten motorischen Situationen fertig zu werden und ggf. neue Aufgaben zu meistern, ist wachstumsunabhängig und zeichnet sportliche Talente aus. Beim Vergleich von 41 italienischen Spitzensportlerinnen der Rhythmischen Sportgymnastik mit 59 Athletinnen derselben Sportart, die auf regionaler Ebene aktiv waren, zeigte es sich, dass die Besten hoch signifikant schneller neue Übungselemente lernen konnten. Die Schnelligkeit und vor allem die Genauigkeit des Lernens neuer Übungen gilt als der beste Indikator zur Talentbestimmung – besser als die gängigen Fertigkeitstests.

## Regeln (Zusammenfassung)
Im Code of Points (CoP) werden von der FIG alle Regeln festgelegt. Er wird jedes Jahr überarbeitet, um den Fortschritt der vergleichsweise jungen Sportart zu ermöglichen und eine möglichst objektive Bewertung zu gewährleisten. Zuletzt wurde 2017 ein vollkommen neuer CoP veröffentlicht und die Bewertung der Übungen stark verändert. So wurde zum Beispiel die maximal zu erreichende Punktzahl abgeschafft. Die Bewertung ist somit nach oben offen, es gibt keine perfekte Note mehr.

### Allgemeines
Rhythmische Sportgymnastik wird auf einer 13 × 13 m großen Wettkampffläche mit Reifen, Keulen, Seilen, Bändern und Bällen im Einklang mit Musik ausgeführt.
Im Einzel zeigt die Gymnastin eine 1:15 bis 1:30 Minuten lange Übung mit einem der Handgeräte.
In der Gruppe turnen vier bis sechs Gymnastinnen gleichzeitig und nutzen dabei fünf gleiche Handgeräte oder eine Mischung aus zwei Geräten (z. B. drei Bälle und zwei Bänder), die Übungen dauern 2:15 bis 2:30 Minuten. Bis 1994 bestand eine Gruppe aus sechs Gymnastinnen.

#### Musik
Alle Übungen müssen mit musikalischer Begleitung ausgeführt werden, jegliche Musikinstrumente sowie der Gebrauch der Stimme als Instrument sind erlaubt. Seit 2013 darf jede Gymnastin zwei Übungen mit Gesang mit Wörtern präsentieren.
Heutzutage wird die Musik meist von CD oder einem Computer abgespielt. Bis 2014 war Livemusik durch einen Musiker erlaubt.
In den ersten Jahrzehnten der Wettkampfaustragung in der RSG war lediglich die Begleitung durch Klaviermusik vom Tonband oder durch einen Pianisten gestattet.

#### Bekleidung
Gymnastikanzüge müssen laut dem Code of Points enganliegend sein und dürfen mit oder ohne Ärmel und kurzem Rock getragen werden. Auch Strumpfhosen sind erlaubt.

### Bewertung der Übung
Ein Kampfgericht aus mehreren Kampfrichtern bewertet die Übung der Gymnastin nach den festgelegten Kriterien. Seit 2017 setzt sich die Endnote aus dem Schwierigkeitswert („D“, kein Maximalwert) und der Ausführung („E“, max. 10 Punkte), die addiert werden, zusammen. Allgemeine Abzüge werden von der Wertung subtrahiert.

#### Schwierigkeitswert
Die Gymnastinnen können verschiedene Schwierigkeitselemente zeigen, um einen möglichst hohen Schwierigkeitswert zu erzielen.

##### Körperschwierigkeiten

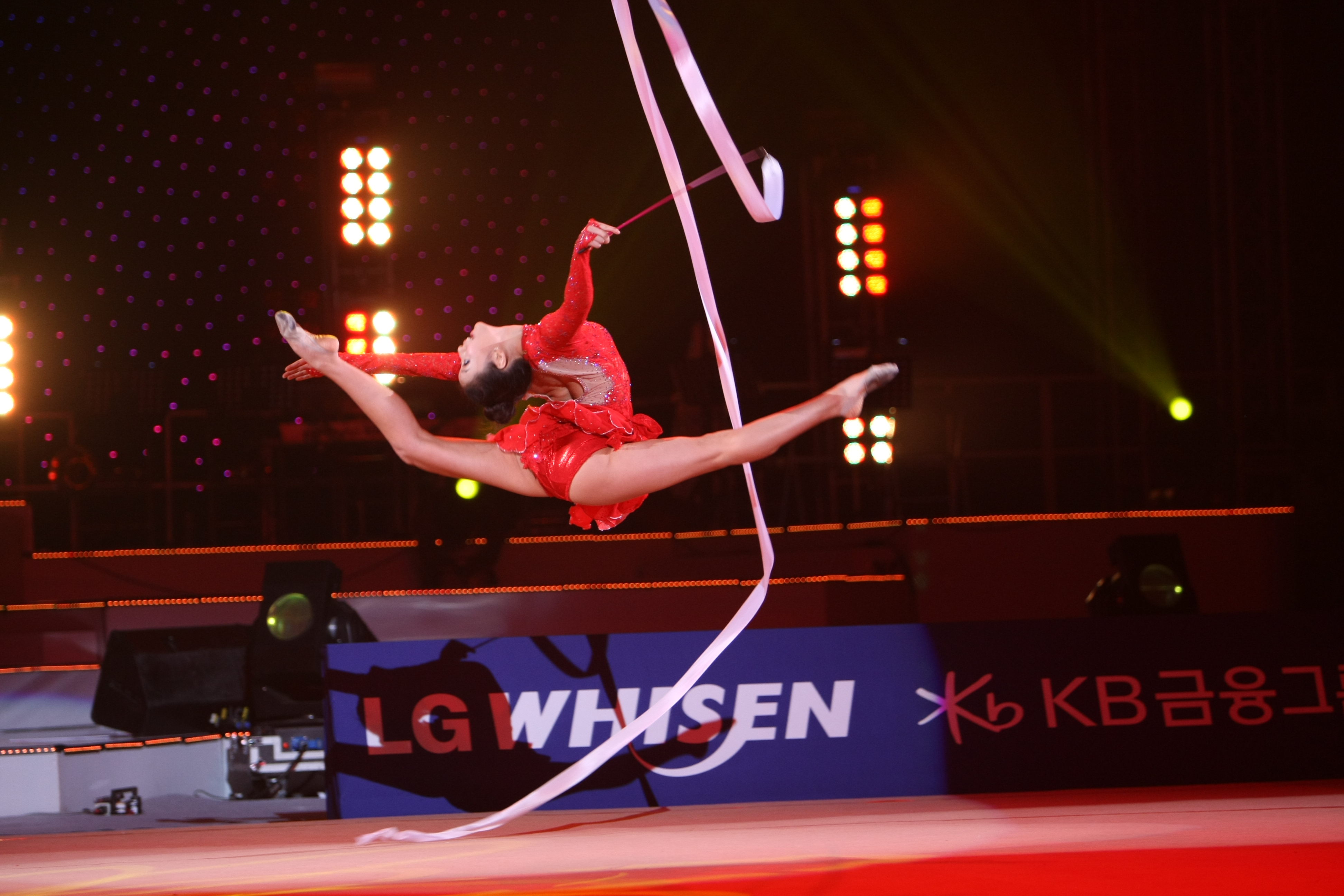
Spagatsprung mit Rückbeuge

Die Körperschwierigkeiten sind nochmals unterteilt in die Bereiche „Sprünge“, „Drehungen“ und „Stände“ (Dies sind Elemente). Tabellen im Code of Points ist zu entnehmen, wie viele Punkte ein Körperschwierigkeitselement zählt, wenn es technisch einwandfrei ausgeführt wird. Wenn das Element technisch nicht korrekt gezeigt wird, wird es nur teilweise oder gar nicht anerkannt. Die Gymnastin(nen) erhalten dann nur einen Teil der Punkte beziehungsweise keine Punkte für dieses Element.

##### Tanzschritte
Dies sind zusammenhängende Schrittreihenfolgen, die eine Gymnastin mit oder ohne Gerät absolvieren muss. Diese Schrittreihenfolgen werden auch Rhythmische Schritte genannt und müssen mindestens einmal in der Übung vorhanden sein; damit diese Schritte auch zählen, müssen sie acht Sekunden lang sein.

##### Dynamische Elemente mit Drehung und Wurf (DER)
DER-Elemente bestehen aus einem hohen Wurf des Handgeräts, der Ausführung von mindestens zwei Drehungen um beliebige Körperachsen während der Flugphase des Gerätes und dem sicheren Fangen des Geräts. Durch zusätzliche Kriterien, wie zum Beispiel das Fangen ohne Benutzung der Hände oder die Ausführung von zusätzlichen Körperdrehungen, kann der Wert des DER erhöht werden. Wenn das Gerät am Ende des DER-Elementes nicht gefangen wird, wird das Element mit null Punkten bewertet. Es dürfen maximal drei DER-Elemente gezeigt werden.

##### „ADs“
Bei „Apparatus-Difficulty“-Elementen (ADs) muss die Gymnastin eine Kombination von gerätetechnischen Elementen zeigen und dabei mindestens zwei der festgelegten Kriterien erfüllen. Als solche gelten zum Beispiel die Arbeit mit dem Gerät außerhalb des Gesichtsfeldes, ohne Benutzung der Hände oder während einer Körperdrehung.
Für jedes AD-Element erhält die Gymnastin zwischen 0,2 und 0,4 Punkte. Die Anzahl der Punkte ist von den gezeigten Kriterien abhängig. Wenn das Gerät nicht geworfen wird bekommt man für das AD 0,2 Punkte. Wird das Gerät in Verbindung mit zwei Kriterien geworfen, dann gibt das 0,3 Punkte. Wenn das Gerät nach einem großen Wurf gefangen wird und zwei Kriterien erfüllt werden, gibt das 0,4 Punkte.

##### Besonderheiten Gruppe

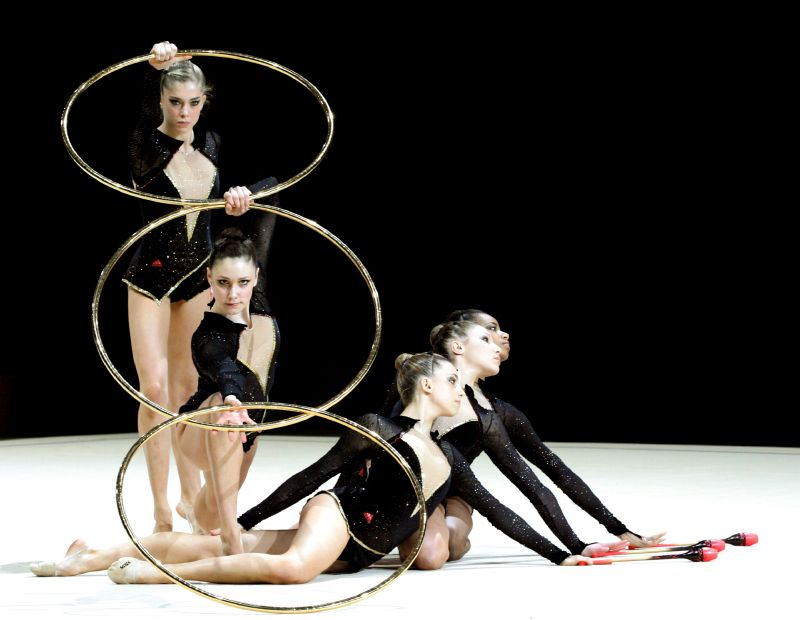
RSG-Gruppe

In der Gruppe gibt es zusätzlich Punkte im Schwierigkeitswert für den Wechsel der Handgeräte zwischen den Gymnastinnen durch einen Wurf. Alle Turnerinnen müssen am Wechsel beteiligt sein. Durch zusätzliche Kriterien, wie den Gerätewechsel über eine große Distanz oder den Abwurf ohne die Benutzung der Hände, kann der Wert des Wechsels erhöht werden. Außerdem müssen die Gruppen mindestens sechs Elemente mit Zusammenarbeit der Gymnastinnen zeigen. Sie müssen sich dabei mit dem Körper oder den Handgeräten berühren. Auch diese Elemente lassen sich durch zusätzliche Kriterien aufwerten.

#### Ausführung
In der Ausführungsnote erfolgt für jeden künstlerischen oder technischen Fehler ein Punktabzug, zum Beispiel in den Bereichen Einheit der Komposition, Umsetzung der Musik, Körperausdruck und Raumausnutzung. Je nach Art des Fehlers werden 0,1 bis 0,7 Punkte abgezogen.

#### Abzüge
Es gibt viele verschiedene allgemeine Abzüge, zum Beispiel wird das Verlassen der Wettkampffläche während der Übung durch den Abzug von 0,3 Punkten bestraft. Zu spätes Antreten an der Wettkampffläche, ordnungswidrige Bekleidung oder eine Überschreitung der erlaubten Dauer einer Übung werden ebenso durch Abzüge geahndet. Wenn das Gerät die Wettkampffläche verlässt bringt dies 0,3 Punkte Abzug, sofern die Gymnastin nicht mehrere Schritte gehen musste, um das Gerät zu holen. Geht die Gymnastin mehr als drei Schritte außerhalb der Fläche wird ein ganzer Punkt abgezogen. Auch wenn das Gerät auf den Boden fällt (innerhalb der Fläche) gibt dies einen Abzug von 0,5 Punkten.

### Altersklassen
International dürfen Gymnastinnen ab 16 Jahren bei den Senioren starten, wobei das Kalenderjahr ausschlaggebend ist. Die Junioren müssen zwischen 13 und 15 Jahren alt sein. In Deutschland sind die Alters- und Leistungsklassen durch den Deutschen Turner-Bund (DTB) wie folgt eingeteilt. Die Anforderungen in den Wettkampfklassen sind dabei etwas niedriger als in den Leistungsklassen und werden vom DTB festgelegt.
| Abkürzung              | Benennung                       | Alter              | Wettkampfprogramm           |
| ---------------------- | ------------------------------- | ------------------ | --------------------------- |
| Leistungsklasse Einzel |                                 |                    |                             |
| MK                     | Meisterklasse                   | 16 und älter       | 4 Übungen mit Gerät         |
| JLK13/14/15            | Junioren-Leistungsklasse        | 13/14/15 Jahre     | 4 Übungen mit Gerät         |
| JLK12                  | Junioren-Leistungsklasse 12     | 12 Jahre           | 3 Übungen mit Gerät, 1 ohne |
| JLK11                  | Schülerinnen-Leistungsklasse 11 | 11 Jahre           | 2 Übungen mit Gerät, 1 ohne |
| SLK10                  | Schülerinnen-Leistungsklasse 10 | 10 Jahre           | 2 Übungen mit Gerät, 1 ohne |
| Wettkampfklasse Einzel |                                 |                    |                             |
| FWK                    | Freie Wettkampfklasse           | 16 Jahre und älter | 3 Übungen mit Gerät         |
| JWK                    | Junioren-Wettkampfklasse        | 13–15 Jahre        | 3 Übungen mit Gerät         |
| SWK                    | Schülerinnen-Wettkampfklasse    | 10–12 Jahre        | 2 Übungen mit Gerät, 1 ohne |

Einteilung der Gruppen:
| Alter              | Wettkampfklasse | Leistungsklasse |
| ------------------ | --------------- | --------------- |
| 15 Jahre und älter | FWK             | MK              |
| 12 bis 15 Jahre    | JWK             | JLK             |
| 10 bis 12 Jahre    | SWK             | SLK             |
| 8 bis 10 Jahre     | KWK             | KLK             |
| bis 8 Jahre        | KWK             | KLK             |

## Wettkampfablauf
Das wichtigste Ergebnis der meisten Wettkämpfe ist das des Mehrkampfes. International müssen die Einzelgymnastinnen hierbei vier Übungen zeigen und die Gruppen zwei Übungen. Die Wertungen aller Übungen einer Gymnastin oder Gruppe werden addiert, wer die meisten Punkte bekommt hat gewonnen.
Oft werden zusätzlich noch Gerätefinals ausgetragen. Die Gymnastinnen, die die höchsten Wertungen mit dem jeweiligen Gerät im Mehrkampf erhalten haben, dürfen im Gerätefinale antreten.
Beispiel: Eine Gymnastin, die im Mehrkampf Zehnte wird, aber mit dem Ball eine besonders gute Leistung zeigt und die vierthöchste Wertung mit diesem Gerät erzielt, kann noch auf eine Medaille im Gerätefinale hoffen.

## Inklusion
Rhythmische Sportgymnastik (Special Olympics) ist eine Sportart, die in Wettbewerben und Trainingseinheiten der Organisation Special Olympics weltweit für geistig und mehrfach behinderte Menschen angeboten wird. Rhythmische Sportgymnastik ist seit 1991 bei Special Olympics World Games vertreten und wird mit den Handgeräten Reifen, Keulen, Seile, Bänder und Bälle zu Musik ausgeführt.

## Geschichte
Im Nationalsozialismus wurde die Rhythmische Sportgymnastik für Mädchen und junge Frauen besonders gefördert: „An die Stelle athletischen Kraftaufwands trat in der Regel die rhythmische Gymnastik mit ihrer Betonung auf Harmonie und dem Gefühl, im eigenen Körper zu ruhen und Teil des Gruppenkörpers zu sein. So praktizierten die Mädchen eine organische ‚Volksgemeinschaft’, gleichzeitig war der Fluss der gymnastischen Bewegungen auf die weibliche Anatomie und die künftige Mutterrolle abgestimmt.“
1941 fanden erste Wettkämpfe dieser Sportart in Leningrad (heute Sankt Petersburg) / Sowjetunion statt. Seit 1963 werden alle zwei Jahre Weltmeisterschaften ausgetragen. Seit 1991 finden sie jährlich statt.
Nachdem es bei den Olympischen Sommerspielen 1952 einen Mannschaftswettbewerb mit freier Disziplinwahl im Rahmen der Turnwettkämpfe gegeben hatte, wurde die Sportart eigenständig und endgültig 1984 in Los Angeles mit einem Einzel-Vierkampf olympisch. 1996 in Atlanta kam ein Gruppen-Wettkampf neu hinzu. Auch bei den Olympischen Jugendspielen, die seit 2010 alle vier Jahre stattfinden, wird der Einzel-Vierkampf und der Gruppenmehrkampf ausgetragen.

## Bekannte Gymnastinnen

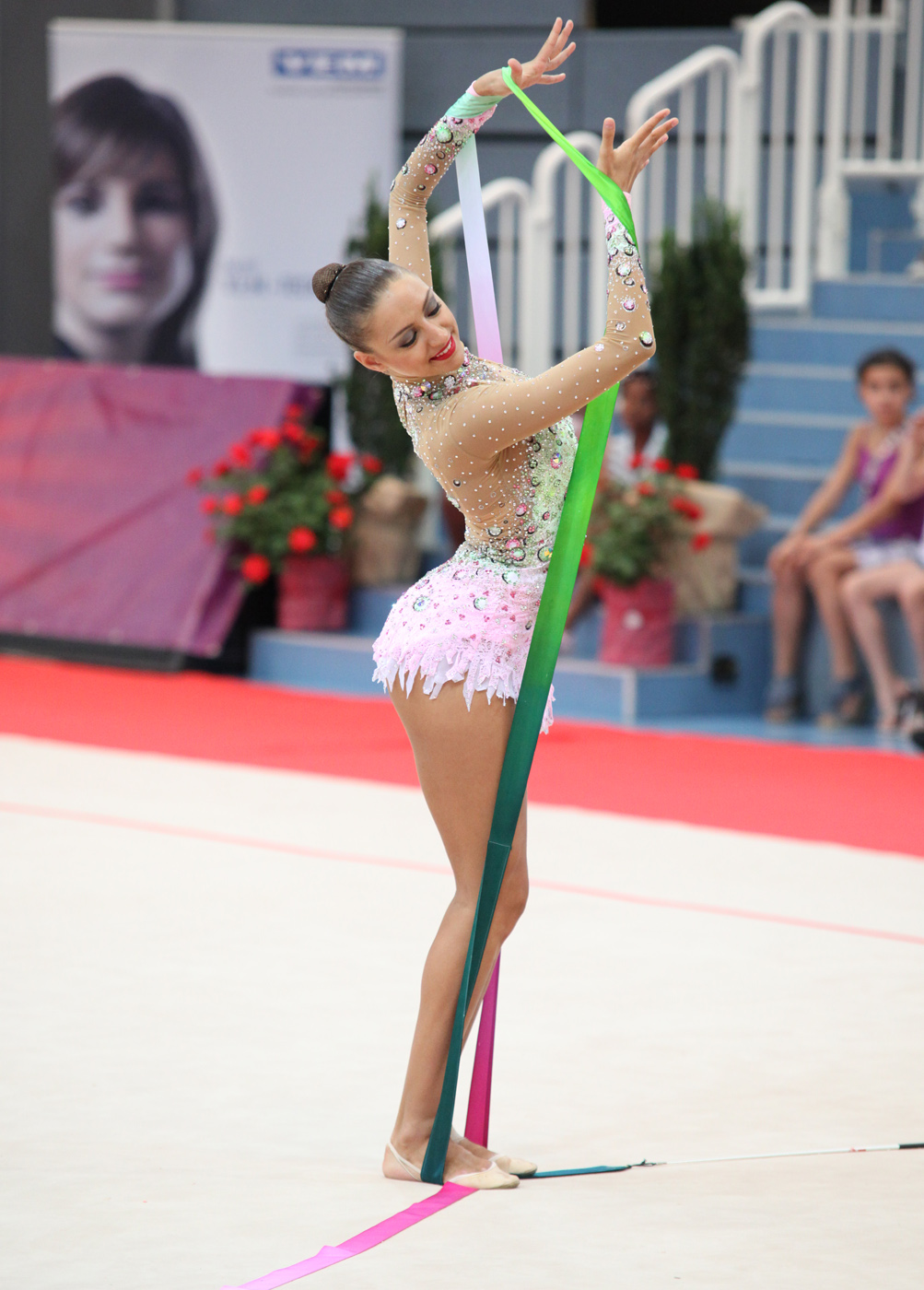
Jewgenija Kanajewa, Olympiasiegerin 2008 und 2012

| Land         | Geburtsjahr | Name                   | Erfolge                                                     |
| ------------ | ----------- | ---------------------- | ----------------------------------------------------------- |
| Griechenland | 1983        | Irini Aindili          | mehrfache Welt- und Europameisterin                         |
| Russland     | 1978        | Julija Barsukowa       | Olympiasiegerin 2000                                        |
| Ukraine      | 1984        | Hanna Bessonowa        | dreifache Weltmeisterin 2003–2007                           |
| Deutschland  | 1978        | Magdalena Brzeska      | 26-fache deutsche Meisterin                                 |
| Kanada       | 1963        | Lori Fung              | Olympiasiegerin 1984                                        |
| Bulgarien    | 1947        | Maria Gigowa           | mehrfache Weltmeisterin                                     |
| Spanien      | 1979        | Estela Giménez         | Olympiasiegerin 1996 (Gruppe)                               |
| Bulgarien    | 1965        | Lilia Ignatowa         | mehrfache Welt- und Europameisterin                         |
| Kasachstan   | 1984        | Alija Jussupowa        | sechsfache Asienmeisterin 2006                              |
| Russland     | 1983        | Alina Kabajewa         | Olympiasiegerin 2004                                        |
| Russland     | 1990        | Jewgenija Kanajewa     | Olympiasiegerin 2008 Olympiasiegerin 2012                   |
| Russland     | 1997        | Jana Kudrjawzewa       | mehrfache Welt- und Europameisterin                         |
| Russland     | 1984        | Natalja Lawrowa        | Olympiasiegerin 2000 (Gruppe) Olympiasiegerin 2004 (Gruppe) |
| Sowjetunion  | 1970        | Maryna Lobatsch        | Olympiasiegerin 1988                                        |
| Bulgarien    | 1970        | Bianka Panowa          | mehrfache Welt- und Europameisterin                         |
| Bulgarien    | 1975        | Marija Petrowa         | mehrfache Welt- und Europameisterin                         |
| Ukraine      | 1977        | Kateryna Serebrjanska  | Olympiasiegerin 1996                                        |
| Zypern       | 1993        | Chrystalleni Trikomiti | Commonwealth Games 5 Medaillen                              |
| Russland     | 1982        | Irina Tschaschtschina  | Olympiazweite 2004                                          |
| Sowjetunion  | 1972        | Oleksandra Tymoschenko | Olympiasiegerin 1992                                        |
| Deutschland  | 2006        | Darja Varfolomeev      | sechsfache Weltmeisterin 2023 Olympiasiegerin 2024          |
| Österreich   | 1986        | Caroline Weber         | 55-fache österreichische Meisterin                          |

## Nationale Mannschaften
- Griechische Auswahl der Rhythmischen Sportgymnastik
- Deutsche Nationalmannschaft Rhythmische Sportgymnastik